# Verzögerungseffekt

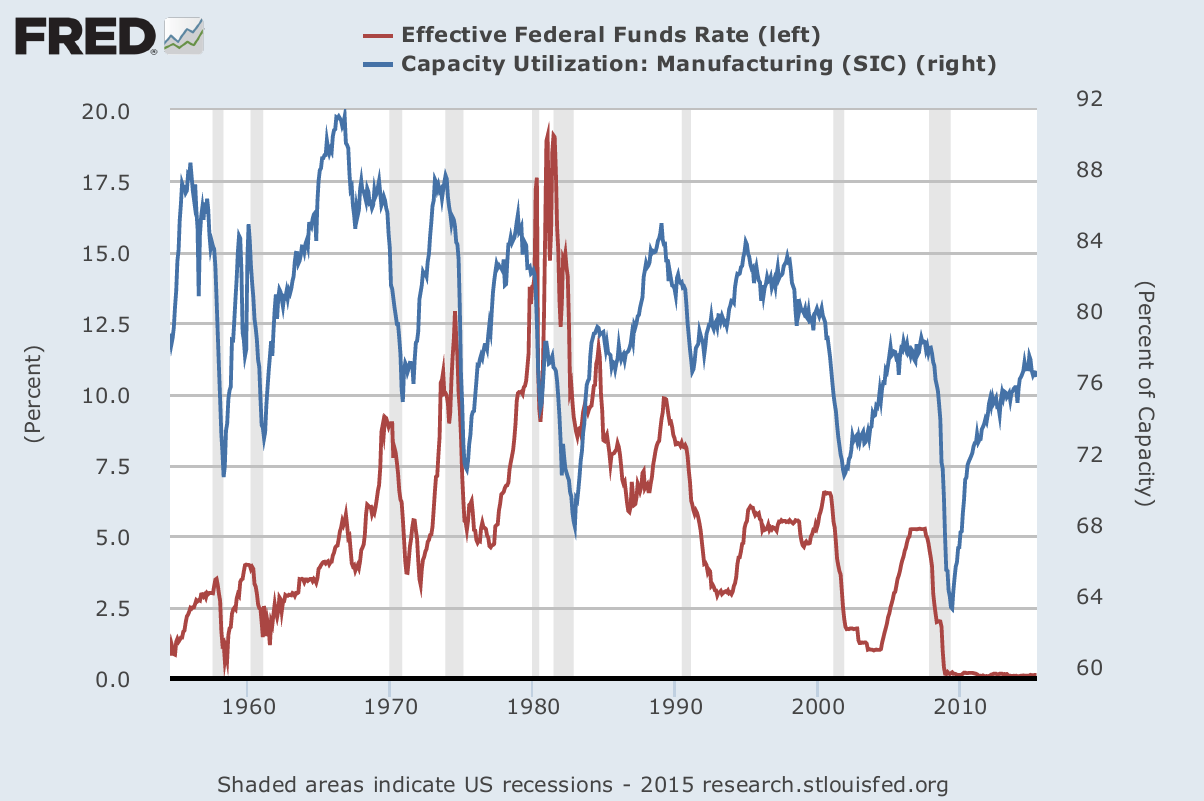
Die Schwankungen des Leitzinses der USA, der Federal Funds Rate, entwickeln sich ähnlich wie die der Kapazitätsauslastung des Verarbeitenden Gewerbes in den USA und folgen diesen oft mit einer zeitlichen Verzögerung.

Der Verzögerungseffekt (meist englisch time-lag, „Wirkungsverzögerung, Zeitverzögerung“) ist in der Entscheidungstheorie ein Zeitraum, der zwischen dem Eintritt eines Ereignisses bis zur wegen dieses Ereignisses getroffenen Entscheidung und deren Auswirkung vergeht.

## Allgemeines
Der „time-lag“ ist in vielen Fachgebieten von Bedeutung, insbesondere in der Betriebswirtschaftslehre, Volkswirtschaftslehre oder Wirtschaftspolitik. Beim vollkommenen Markt gibt es unter anderem die unrealistische Prämisse, dass sämtliche Marktteilnehmer mit unendlicher Anpassungsgeschwindigkeit auf eine Veränderung der Marktdaten reagieren; „time lags“ sind hier ausgeschlossen. Marktteilnehmer oder allgemein Wirtschaftssubjekte unterliegen allerdings im Alltag einer Vielzahl von Verzögerungseffekten, so dass eine Reaktion auf Datenänderungen nicht sofort erfolgen kann. Die eintretenden Zeitverzögerungen können schlimmstenfalls sogar dazu führen, dass die Marktentwicklung die zu spät getroffenen Entscheidungen überholt hat. In der Wirtschaftspolitik ist es der „Zeitraum zwischen Auftreten einer Störung des Wirtschaftsablaufs und seiner Korrektur“.

## Phasen der Zeitverzögerung
Der gesamte „time lag“ setzt sich aus folgenden einzelnen Phasen zusammen, am Beispiel der Zentralbank geschildert:
- Innerer Lag (englisch inside lag): ist die Zeitverzögerung, bis die Zentralbank handelt:
  - Informations-lag (englisch information lag): die Informationsbeschaffung nimmt Zeit in Anspruch (etwa Auswertung von Marktdaten, Umfragen);
  - Erkennungsverzögerung (englisch recognition lag): die Erkenntnis darüber, in welcher Konjunkturphase (z. B. Rezession oder Aufschwung) man sich gerade befindet und welche Ursachen dem zu Grunde liegen sowie die Einschätzung, ob die Marktdaten einen Trend darstellen oder nicht;
  - Entscheidungsverzögerung (englisch decision lag): Entscheidung darüber, welche Handlungsalternative gewählt werden soll; hier führen insbesondere Bürokratie und – in der Wirtschaftspolitik – ein langwieriger parlamentarischer Entscheidungsprozess zu Verzögerungen;
  - Durchführungsverzögerung (englisch action lag): Zeitraum von der Entscheidung bis zu ihrer Durchführung.
- Äußerer Lag (englisch outside lag): die Dauer, bis die Nichtbanken auf die Maßnahmen reagieren und die gesamtwirtschaftlichen Größen betroffen sind:
  - Wirkungsverzögerung (englisch efficiency lag): Zeitverzögerung, bis die Maßnahme (z. B. der veränderte Leitzins) auf dem Geldmarkt Wirkung zeigt;
  - Umsetzungsverzögerung (englisch intermediate lag): Verzögerung bei der Überwälzung des Zinsniveaus von den Kreditinstituten auf die Verbraucher durch Änderungen der Soll- und Habenzinsen.

| Akteur (z. B. Zentralbank) | Akteur (z. B. Zentralbank) | Akteur (z. B. Zentralbank) | Transmitter (z. B. Geschäftsbanken) | Adressat (z. B. Nichtbankensektor) |
| -------------------------- | -------------------------- | -------------------------- | ----------------------------------- | ---------------------------------- |
| ← Inside Lag →             | ← Inside Lag →             | ← Inside Lag →             | ← Efficiency Lag →                  | ← Efficiency Lag →                 |
| ← Information Lag →        | ← Recognition Lag →        | ← Decision Lag →           | ← Intermediate Lag →                | ← Outside Lag →                    |
| ← gesamter Time Lag →      |                            |                            |                                     |                                    |

Der Action lag ist häufig vernachlässigbar, weil die Entscheidungsträger die sofortige Umsetzung an Mitarbeiter mit Durchführungskompetenz veranlassen.

## Wirtschaftswissenschaften
Die Wirtschaftspolitik muss auf den Eintritt eines Ereignisses (etwa einer Inflation) reagieren, indem sie beispielsweise mit Hilfe der Geldpolitik versucht, die Geldmenge zu vermindern. Monatlich steigende Inflationsraten müssen zunächst als Trend erkannt werden (Erkennungslag), bevor eine geldpolitische Entscheidung durch Gremien vorbereitet und formuliert wird (Entscheidungslag). Nachdem die Entscheidung getroffen wurde, dauert es wiederum eine gewisse Zeit, bis diese die gewünschte Wirkung auf dem Geldmarkt durch steigendes Zinsniveau erzielt (Wirkungslag). Der gesamte Zeitraum kann so lange dauern, dass die Inflationsrate sich – aus anderen Gründen – bereits normalisiert hat, so dass die getroffene Maßnahme ins Leere geht oder sogar kontraproduktiv wirkt.
Angebots- und Bedarfsverschiebungen sind mit großen „action lags“ verbunden, weil Unternehmen ihre Kapazitäten durch Erweiterungsinvestitionen erhöhen oder durch Desinvestitionen verringern müssen, die nur mittelfristig durchführbar sind.
Der outside lag ist beispielsweise an der Überwälzung der von der Zentralbank veränderten Leitzinsen durch die Geschäftsbanken zu erkennen. An der Einlagefazilität orientieren sich die Habenzinsen der Geschäftsbanken, die unterhalb des EZB-Satzes liegen. Die Sollzinsen der Geschäftsbanken wiederum orientieren sich an der Spitzenrefinanzierungsfazilität und liegen über dem EZB-Zins hierfür.
In der Betriebswirtschaftslehre befasst sich beispielsweise die Werbeerfolgskontrolle mit den Zeitverzögerungen zwischen der Werbung und der Reaktion der Nachfrager hierauf. Werbung soll Bedarf wecken, sie führt jedoch beim Verbraucher meist nicht zu einer sofortigen Kaufentscheidung. Werbemaßnahmen wirken deshalb Heribert Meffert zufolge häufig erst mit einer zeitlichen Verzögerung. Der später ansteigenden Nachfrage wird durch ein erhöhtes Produktionsvolumen begegnet. Dazu müssen möglicherweise die Produktionskapazitäten durch Erweiterungsinvestitionen erhöht werden, was kurzfristig nicht möglich ist.

## Sonstige Fachgebiete

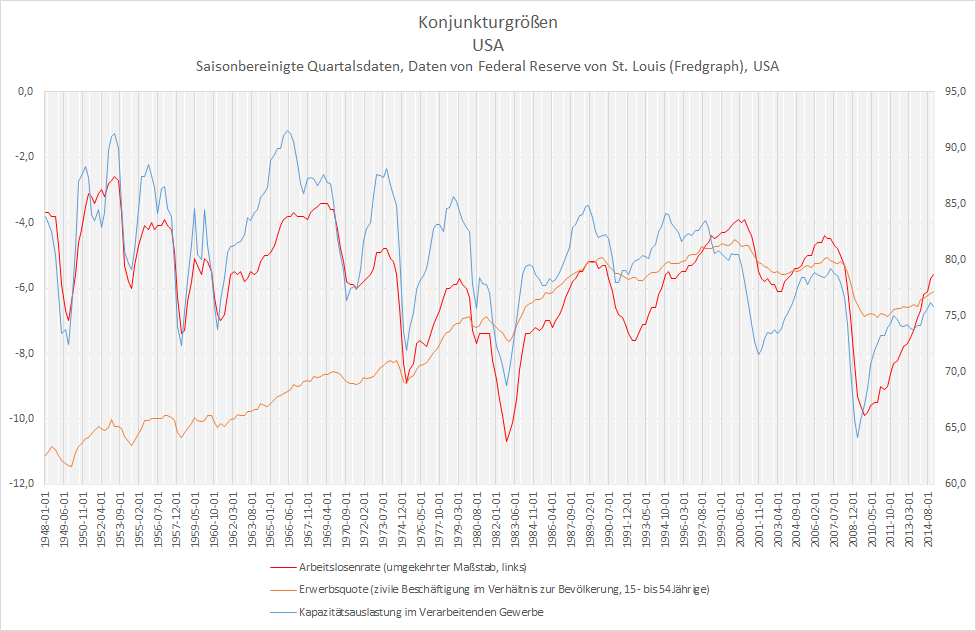
Kapazitätsauslastung, Beschäftigungsquote und im umgekehrten Maßstab die Arbeitslosenquote in den USA. Die Arbeitslosenquote gilt als konjunktureller Spätindikator der mit einem time lag der Konjunktur folgt.
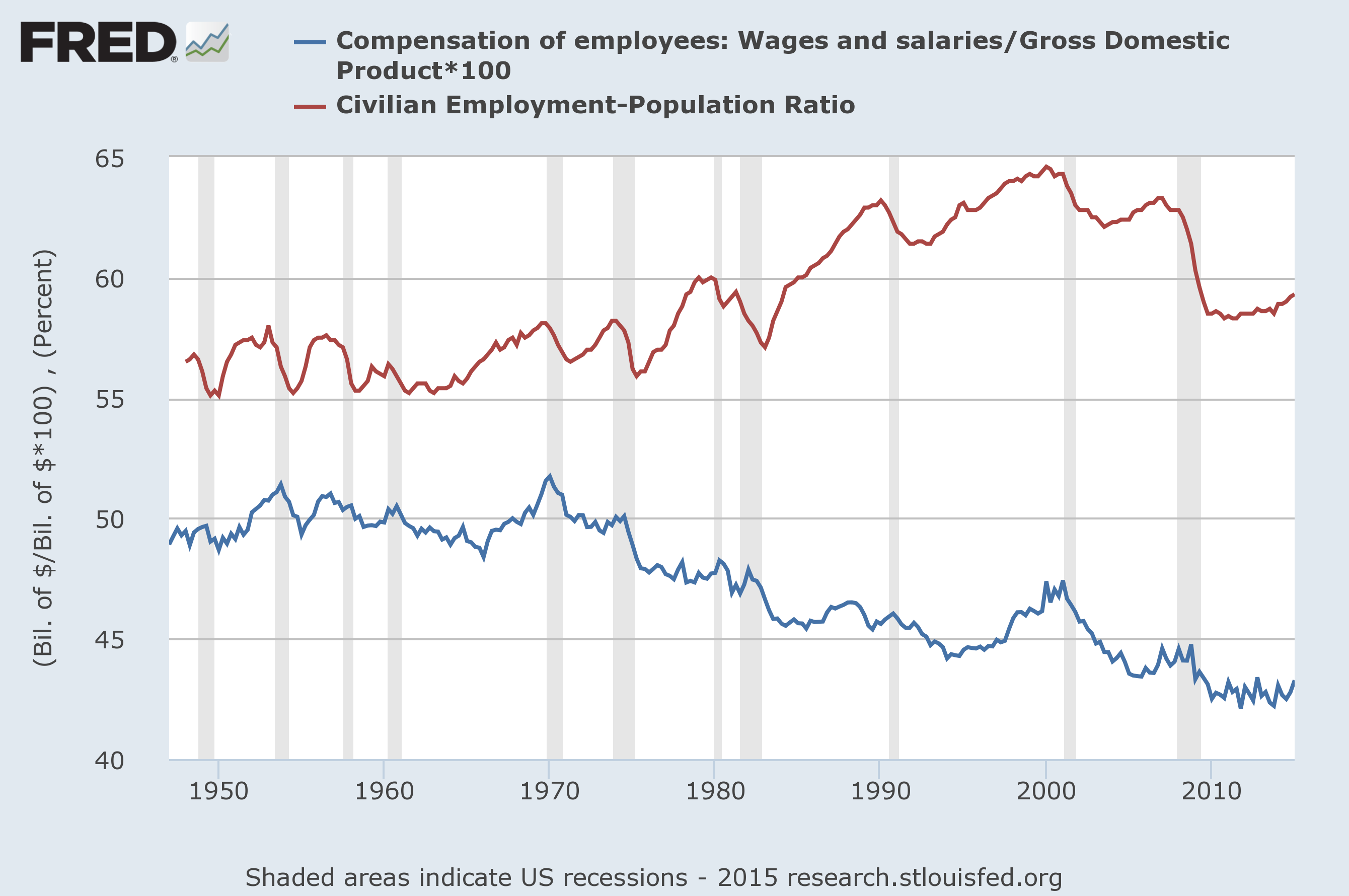
Lohnquote (blau) folgt mit time lag der Beschäftigungsquote (rot) in den USA.
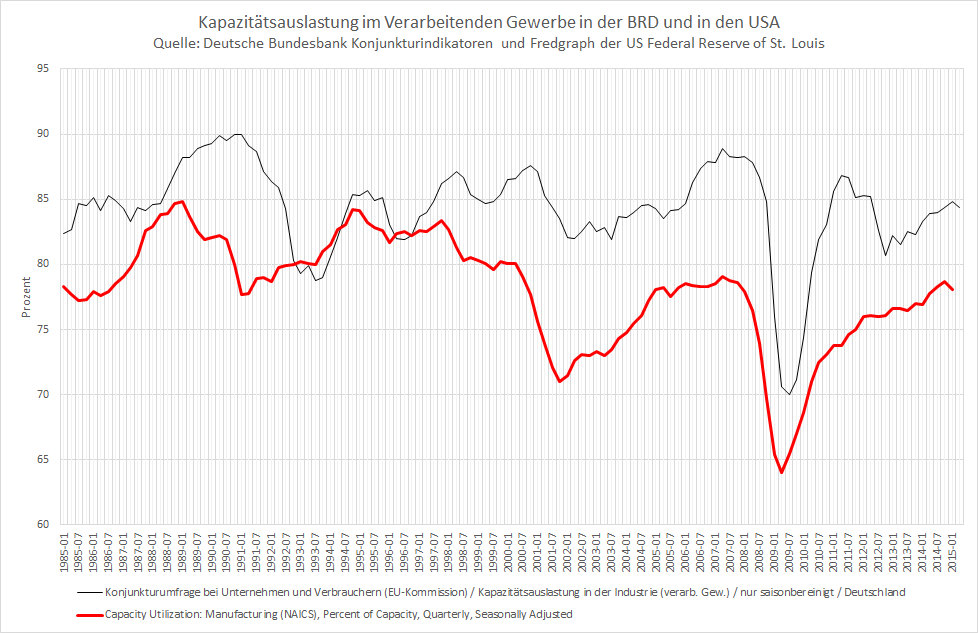
Die Kapazitätsauslastung in der BRD folgt derjenigen der USA mit time lag

In der Wirtschaftstheorie beschreibt der Robertson-Lag eine Verzögerung zwischen der Einkommensentwicklung und der davon abhängigen und zeitlich verzögert reagierenden Konsumnachfrage:
{\displaystyle C_{t}=C(Y_{t-1})}.
Die Konsumausgaben {\displaystyle C} sind danach abhängig vom verfügbaren Einkommen {\displaystyle Y}, das in der Vorperiode {\displaystyle t-1} erwirtschaftet wurde. Dabei handelt es sich um ein dynamisches Modell, weil verschiedene Perioden verglichen werden.
Ein weiteres Beispiel in der Außenwirtschaft ist die Reaktion der Exporte bei Auf- oder Abwertung der heimischen Währung. Bei einer Aufwertung der Währung sinken die Exporte erst nach ca. 6 oder 12 Monaten, weil die Exportverträge in die Zukunft abgeschlossen werden und Käufer der Exporte in ihrem einheimischen Markt erst ein Ersatz finden müssen, was Zeit in Anspruch nehmen würde (siehe J-Kurven-Effekt).
Verzögerungseffekte spielen eine wichtige Rolle im Multiplikator-Akzelerator-Modell, also in der Konjunkturtheorie (Konjunkturindikator), im Spinnwebtheorem und dem damit beschriebenen Schweinezyklus.